# Anita Otto
Anita Otto (* 12. Dezember 1942 in Löbnitz als Anita Hentschel; † 18. April 2019 in Kaufungen) war eine deutsche Leichtathletin, die für die DDR im Diskuswurf startete. Bis 1967 nahm sie unter ihrem Mädchennamen an Wettkämpfen teil.
Otto, die dem SC Chemie Halle angehörte, zählte in der zweiten Hälfte der 1960er Jahre zu den weltbesten Diskuswerferinnen, zeitweilig hielt sie den deutschen Landesrekord. 1965 und 1966 wurde sie DDR-Meisterin (beide Male mit Jahresbestleistung), 1964 und 1967 landete sie jeweils auf Platz zwei. Bei den Europameisterschaften 1966 gewann sie die Bronzemedaille (56,80 m – 55,24 – 56,12 – 54,26 – 55,28 – ungültig). Bei den Olympischen Spielen 1968 belegte sie den vierten Platz (54,40 m – 54,10 – 53,88 – ungültig – 51,16 – 52,34). In ihrer Wettkampfzeit war sie 1,77 m groß und 88 kg schwer.
Otto war ausgebildete Schriftsetzerin, seit 1967 war sie verheiratet. Nach dem Ende ihrer Sportlaufbahn arbeitete sie als Lehrerin in Halle-Neustadt.
In den 2000er Jahren fand sie ein neues sportliches Betätigungsfeld im Gummistiefelweitwurf. 2003 gründete sie in Berlin den ersten deutschen Verein in dieser Sportart (Gib Gummi 03 e. V.). Bei den Weltmeisterschaften 2005 und 2006 gewann sie jeweils eine Bronzemedaille, 2007 organisierte sie die erstmalige WM-Austragung in Deutschland. Zudem war sie Vizepräsidentin der International Boot Throwing Association (IBTA).